# Joseph A. Unanue
Joseph Andrew Unanue (14 mars 1925 - 12 juin 2013) est un entrepreneur, fils de parents espagnols, président de Goya Foods, la plus grande entreprise alimentaire hispanique aux États-Unis.
Après une éducation et une éducation catholiques à New York, Unanue servit dans l'armée des États-Unis pendant la Seconde Guerre mondiale et reçut la Bronze Star pour bravoure. Il est ensuite retourné à New York et a rejoint l'entreprise que son père avait fondée, Goya Foods. Il est devenu président en 1978, poste qu'il a occupé jusqu'en 2004.
Unanue est fait chevalier de l'Ordre souverain de Malte et reçoit plusieurs doctorats honorifiques. Il décède d'une fibrose pulmonaire en 2013.